# Ночь в музее: Секрет гробницы
«Ночь в музе́е: Секре́т гробни́цы» (англ. Night at the Museum: Secret of the Tomb) — американский приключенческий комедийный фильм 2014 года режиссёра Шона Леви. Является третьей и заключительной частью трилогии, включающей в себя «Ночь в музее» и «Ночь в музее 2». Для актёра Робина Уильямса роль Теодора Рузвельта стала последней в карьере. В этом фильме последнюю роль в своей жизни сыграл и американский актёр Микки Руни.

## Сюжет
Сила пластины Акменра, много лет оживляющая экспонаты музея естественной истории, вдруг начала иссякать. Для того, чтобы найти причину разрушения пластины, охранник Ларри Дейли вместе со своими друзьями решил отправиться в Британский музей в Лондоне. Там он хочет найти отца Акменра — великого фараона и создателя пластины, ведь только он может предотвратить коррозию магического артефакта и спасти экспонаты от гибели. На пути к гробнице фараона героям предстоит объединиться с британскими экспонатами, чтобы восстановить золотую пластину.

## В ролях
| Актёр            | Роль                               |
| ---------------- | ---------------------------------- |
| Бен Стиллер      | Ларри Дейли; Лааа, неандерталец    |
| Робин Уильямс    | Теодор Рузвельт                    |
| Скайлер Джизондо | Ник Дейли                          |
| Ребел Уилсон     | Тилли, охранница Британского музея |
| Бен Кингсли      | фараон Меренкахре, отец Акменра    |
| Дэн Стивенс      | Ланселот                           |
| Оуэн Уилсон      | Джедидайя                          |
| Рики Джервейс    | доктор Макфи                       |
| Стив Куган       | Октавий                            |
| Рэйчел Харрис    | Маделин Фелпс                      |
| Патрик Галлахер  | Аттила                             |
| Рами Малек       | Акменра                            |
| Мицуо Пек        | Сакагавея                          |
| Анджали Джай     | Шепсехерет, мать Акменра           |
| Дик Ван Дайк     | Сесил Фредерикс                    |
| Микки Руни       | Гас                                |
| Билл Коббс       | Реджинальд                         |
| Андреа Мартин    | архивист Роуз                      |
| Хью Джекман      | камео                              |
| Элис Ив          | камео                              |

## Производство
21 января 2010 года в интервью «Access Hollywood» сосценарист Томас Леннон сказал, что идея сделать «Ночь в музее 3» «действительно выдающаяся», но «я не могу подтвердить факт работы над фильмом, и не могу отрицать его». В октябре 2011 года в интервью The Hollywood Reporter актёр Бен Стиллер подтвердил возможность съёмок продолжения, однако заметил, что они находятся только в «стадии идеи». В феврале 2013 года режиссёр Шон Леви объявил о том, что будущий фильм выйдет в прокат 25 декабря 2014 года. 10 сентября 2013 года было объявлено, что съемки начнутся в феврале 2014 года.
Осенью 2013 года начался кастинг на роли новых персонажей. 8 ноября было объявлено, что Дэн Стивенс назначен на роль Ланселота, 15 ноября — что Скайлер Джизондо заменит Джейка Черри в роли Ники Дейли, 18 декабря — что Робин Уильямс, Бен Стиллер и Рики Джервейс вернутся к своим героям в новом фильме. 9 января 2014 года создатели фильма сообщили, что Ребел Уилсон сыграет охранницу Британского музея. 14 января дата выхода фильма была перенесена с 25 на 19 декабря 2014 года. 23 января в актёрский состав добавился Бен Кингсли, приглашенный на роль египетского фараона из Британского музея.
Основные съемки будущей картины начались 27 января того же года. 6 мая было объявлено, что фильм будет называться «Ночь в музее: Секрет гробницы». В мае 2014 года съёмки были закончены. 30 июля был опубликован официальный трейлер фильма.